# フラッパー☆
フラッパー☆は、吉本興業東京本社（東京吉本、厳密には子会社のよしもとクリエイティブ・エージェンシー）に所属していたお笑いコンビ。2012年9月に解散。

## メンバー
- おみつ（1985年4月28日 - ）

神奈川県出身。血液型はB型。立ち位置は右でツッコミ担当。
特技は染物・機織り、おばちゃんと仲良くなること。
2012年9月のコンビ解散と同時に芸人を引退。
- ゆっちゃん（1989年1月18日 - ）

本名は西原ゆかり（にしはら -）
立ち位置は左でボケ担当。
特技は『クレヨンしんちゃん』を全部見るのと『天才てれびくん』（NHK Eテレ）シリーズの歌を全部歌えること。
解散後、2013年4月から『芸人同棲』（テレ朝動画）にて結成したトリオ「ちんぺい」として活動したが、2016年にメンバーのヤスタケが脱退、翌2017年に解散。この時にゆっちゃんもよしもとを退社しており、フリーランスの芸人となって、YouTuberとしても活動。
2023年に格闘技イベント「BreakingDown 7」に参戦、同年2月19日に幕張メッセで行われた同イベントでストロー級で志築杏里（元TEN6）と対戦、5-0の判定で勝利した。

## 略歴
NSC東京校13期生（2007年入学）出身。ここでの同期生同士で結成。2011年、「あなたの街に住みますプロジェクト」で「埼玉県住みます芸人」として、1年間埼玉県で暮らしていた。おみつの引退により2012年解散。

## 芸風
基本的には主に漫才を行っていた。ゆっちゃんのハイテンションな行動におみつが振り回されるネタであった。

## 主なメディア出演

### テレビ番組
- さんまのSUPERからくりTV(TBSテレビ系、2010年1月)-ゆっちゃんのみ、「からくりハローワーク」に出演。
- 新春ゴールデンカーペット（フジテレビ系、2011年1月1日） - キャッチコピーは「お台場おてんば娘」。ゴールデンカーペット賞を受賞。
- ボビー's スタジアム(テレビ埼玉、2011年11月19日から12月10日放送分まで) - ゲストとしてコンビで出演。